# Laringitis
Laringitis je vnetje grla. Navadno nastane zaradi infekcije, posledica le-te pa je hripavost. Laringitis je lahko akuten (traja le nekaj dni) ali kroničen (dolgotrajnejši). 
Akutni laringitis lahko povzroči virusna okužba ali navadni prehlad. Posledica kroničnega laringitisa je pretirana raba glasu, močno kašljanje ali draženje, ki ga povzroča tobak.
Najpogostejši znak laringitisa je hripavost, ki včasih napreduje do popolne izgube glasu. Spremljajo ga bolečine in občutek nelagodja v grlu ter suh in dražeč kašelj. Podobno kot pri pljučnici.
Bolnik z laringitisom počiva v postelji. V času bolezni se izogiba tobaka in alkohola, z vlažilci pa ohranja vlažno sluznico v grlu.